# M12 Gun Motor Carriage
M12 Gun Motor Carriage bylo americké samohybné dělo z druhé světové války vyráběné v letech 1942–1943.
Jako základ pro samohybné dělo posloužil podvozek tanku M3 Lee. Motor tanku byl přesunut do přední části korby, aby vytvořil místo pro lafetaci děla. Omezený prostor vozidla neumožňoval přepravu více než 10 kusů munice a ani kompletní posádky, z toho důvodu vznikl M30 Cargo Carrier, podpůrné zásobovací vozidlo převážející zbytek posádky a munici. Toto vozidlo mělo stejnou konstrukci, jen bez houfnice, mělo ale pro obranu lafetovaný kulomet M2 Browning.

## Vývoj
Stroj byl objednán Armádou Spojených států amerických u firmy Pressed Steel. Firma během dvou let (1942 a 1943) vyprodukovala 100 strojů M12 se 155mm dělem. 

## Bojové nasazení
Samohybná děla typu M12 zůstávala až do vylodění v Normandii pouze ve skladech. Počátkem roku 1944 bylo 74 strojů převezeno do Evropy, kde se uplatnily u pozemních sil.